# Villalengua
Villalengua là một đô thị ở tỉnh Zaragoza, Aragon, Tây Ban Nha. Theo điều tra dân số 2004 của Viện thống kê Tây Ban Nha (INE), đô thị này có dân số là 395 người. Diện tích đô thị này là 40 ki-lô-mét vuông.Đô thị này nằm ở độ cao 770 m trên mực nước biển, cách tỉnh lỵ 113 km.